# Танделова, Амина Игоревна
Амина Игоревна Танделова (род. 22 сентября 2003 года) — российская спортсменка, борец вольного стиля. Чемпионка России 2025. Мастер спорта.

## Спортивная карьера
Танделова бронзовая медалистка первенства России 2017 среди школьниц (до 18 лет) в весе до 48 кг. В 2018 году она стала вице-чемпионкой России среди кадетов (до 17 лет), уступив в финале лишь Татьяне Кабановой из Кемеровской области, а так же стала вице-чемпионкой Европы в весе до 53 кг, который прошёл Северной Македонии. В 2019 году Амина стала лишь третьей на первенстве России среди кадетов в весе до 57 кг, но это ей дало право представлять Россию на первенстве Европы в Италии, где она выиграла золотую медаль, одолев с легкостью всех своих соперниц с общим счетом 40:0, не отдав ни одного балла. В 2020 году Амина выиграла первенство России среди кадетов и юниорок (до 20 лет) в весе до 57 кг. В начале 2021 года Танделова во второй раз выиграла первенство России среди юниорок в Наро-Фоминске. В конце 2021 года она выиграла кубок России среди взрослых борцов. В январе 2022 года Амина стала бронзовым призёром престижнейшего гран-при Иван Ярыгин в Красноярске. В марте 2022 года Танделова в третий раз выигрывает первенство России среди юниорок в весе до 62 кг, который прошёл в Надыме (ЯНАО).  В мае 2022 года Танделова стала победительницей первого турнира лиги Поддубного в Москве. В июне 2022 года она стала финалисткой взрослого чемпионата России. В июле 2022 она побеждает на VIII Всероссийской летней Универсиаде в Грозном. В августе 2022 года она выступила на Всероссийской спартакиаде среди сильнейших в Казани, где дойдя до финала получила травму руки и довольствовалась лишь вторым место. В августе 2023 году выступила на Играх стран СНГ, но получив травму голеностопа выбыла из турнира в первом же круге. В октябре 2023 года выиграла серебряную медаль на первенстве мира до 23 лет в Тиране (Албания).  В январе 2024 года Амина стала финалисткой на кубке Ивана Ярыгина в Красноярске. В мае 2024 года во второй раз стала финалисткой чемпионата России. В марте 2025 года стала финалисткой первенства Европы до 23 лет в Албании. В июне 2025 года впервые стала чемпионкой России в весе до 62 кг. В финале она одолела свою одноклубницу Алину Касабиеву.

## Спортивные достижения
Взрослый уровень
- 2021 Кубок России — ;
- 2022 Гран-при Иван Ярыгин — ;
- 2022 Всероссийская Спартакиада — ;
- 2022, 2024 Чемпионата России — ;
- 2023 Первенство мира до 23 лет — ;
- 2023 Гран-при Александр Медведь — ;[25].
- 2024 Кубок Ивана Ярыгина — ;
- 2025 Первенство мира до 23 лет — ;
- 2025 Чемпионат России — ;
- 2025 Мемориал Имре Пойяк/Варга Янош — ;

Кадетский и юниорский уровень
- 2017 Первенство России среди школьниц — ;
- 2018 Первенство России среди кадетов — ;
- 2018 Первенство Европы среди кадетов — ;
- 2019 Первенство России среди кадетов — ;
- 2019 Первенство Европы среди кадетов — ;
- 2020 Первенство России среди кадетов — ;
- 2020, 2021, 2022 Первенство России среди юниорок — ;